# فیل کارمایکل

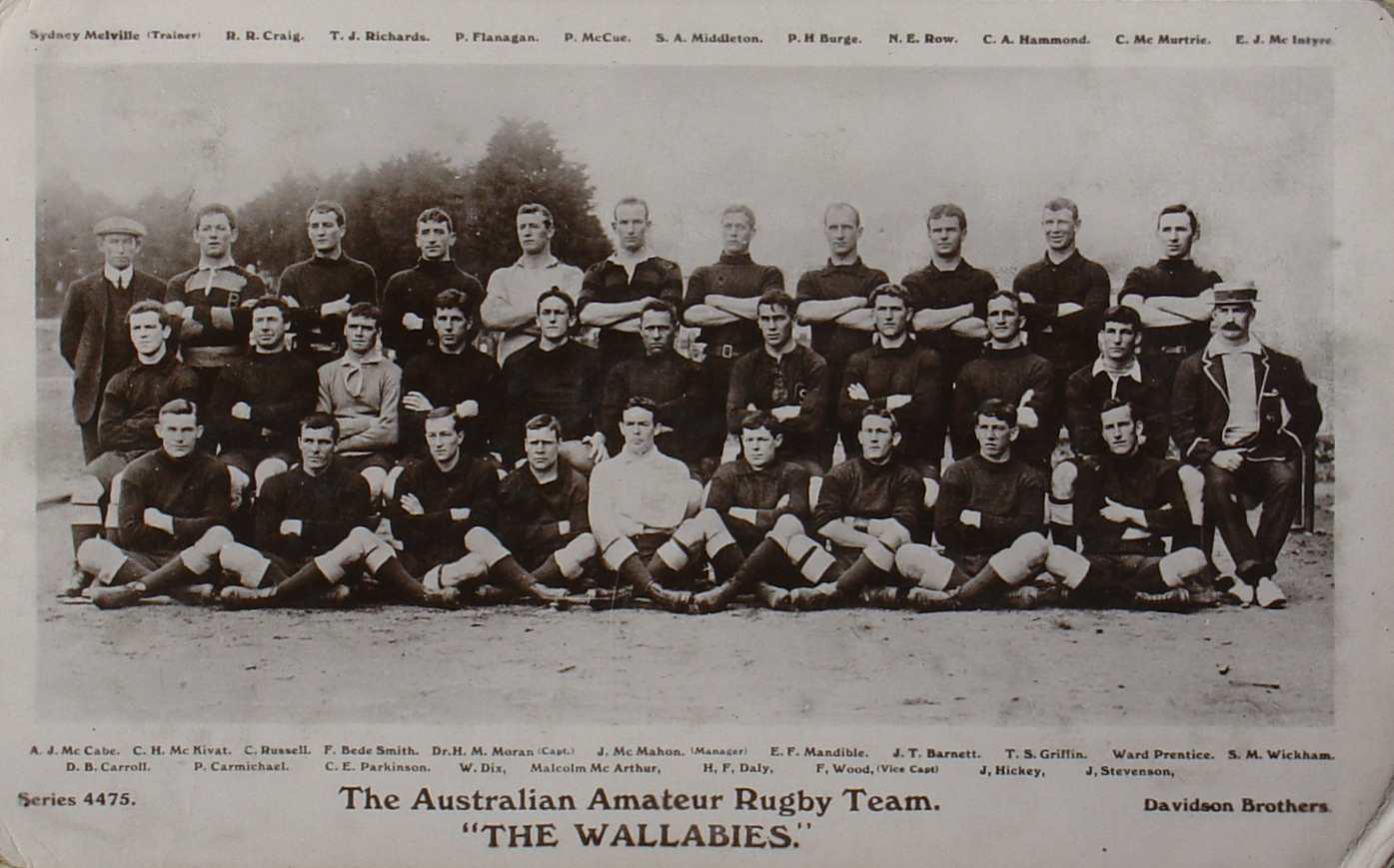
تیم ملی راگبی استرالیا در المپیک تابستانی ۱۹۰۸

فیل کارمایکل (انگلیسی: Phil Carmichael; ۲۵ ژانویهٔ ۱۸۸۴ – سپتامبر ۱۹۷۳) بازیکن راگبی ۱۵ نفره اهل استرالیا بود.
وی در مسابقات کشوری و بین‌المللی در مجموع برندهٔ ۱ مدال طلا شده‌است.